# Pleroma torquilla
Pleroma torquilla är en svampdjursart som först beskrevs av Schmidt 1870.  Pleroma torquilla ingår i släktet Pleroma och familjen Pleromidae. Inga underarter finns listade i Catalogue of Life.